# Digital Betacam

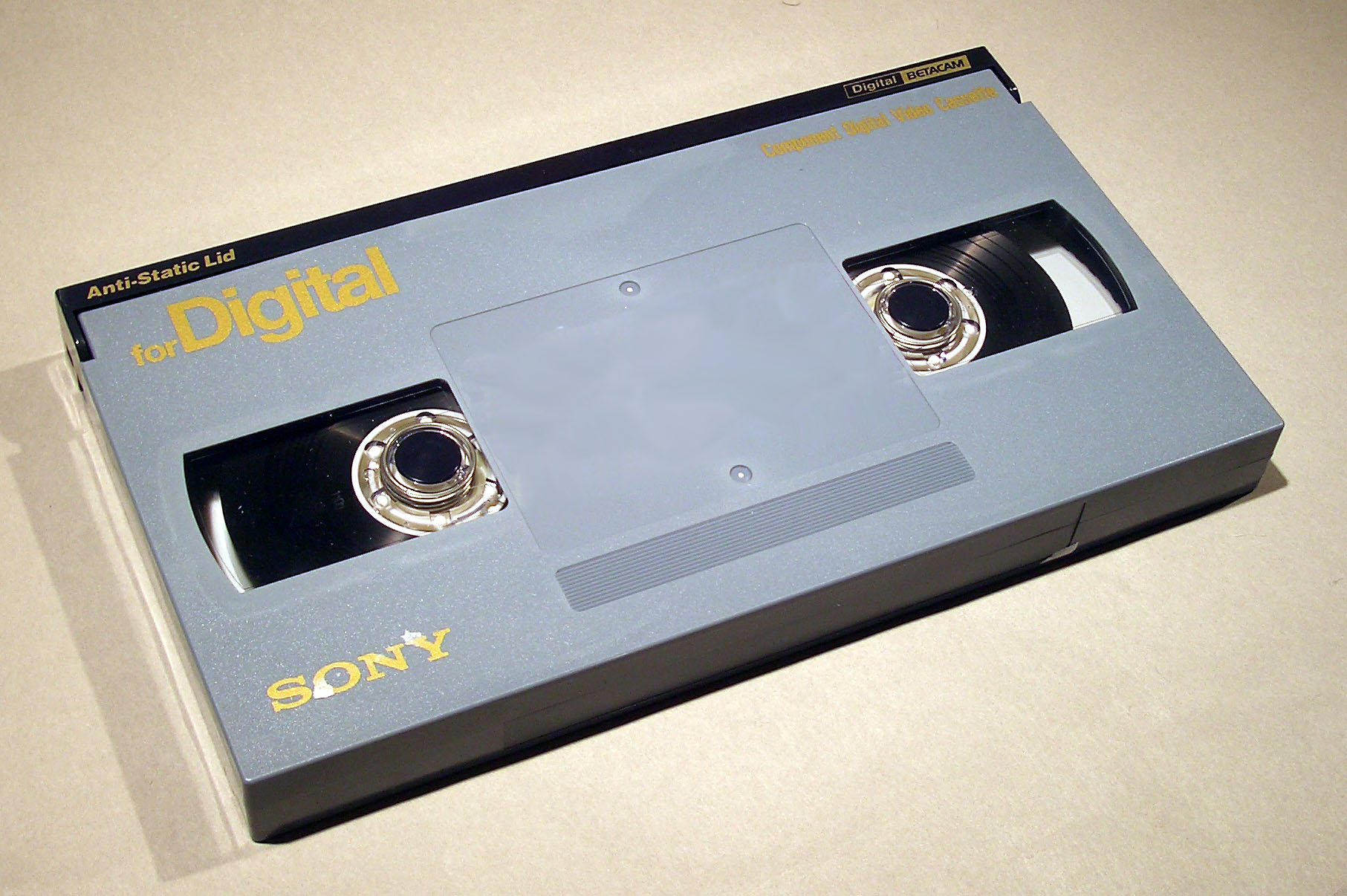
Digibeta-Cassette

Digital Betacam (auch Digibeta genannt) war ein weitverbreitetes Speichermedium in der Fernsehtechnik.
Als Kompression wird ein blockbasiertes DCT-Verfahren benutzt. Die Kompressionsrate liegt etwa bei 2:1. Auf einer Digital Betacam-Kassette werden zusätzlich zum Bild noch vier digitale Audiospuren sowie eine analoge CUE-Spur aufgezeichnet. Timecode kann als LTC und als VITC aufgezeichnet werden.
Digital Betacam, 1993 eingeführt, ist in einigen Geräteausführungen abwärtskompatibel zu Betacam und Betacam SP, und kostengünstiger als Geräte nach dem 1986 veröffentlichten D-1-Standard, wie das DVR-1000 von Sony. Digital Betacam hat wie analoges Betacam S- und L-Bänder, jedoch mit jeweils 40 und 124 Minuten maximaler Aufnahmedauer. Digital Betacam zeichnet eine bessere Videoqualität und eine höhere Zuverlässigkeit aus.
Zudem treten keine merklichen Kopierverluste bei Überspielungen mittels der digitalen SDI-Schnittstellen auf.
Das Digital Betacam-Format nimmt ein DCT-komprimiertes Komponenten-Video-Signal mit einem 10 Bit YCbCr 4:2:2 Sampling in PAL (720 × 576) oder NTSC (720 × 486) auf. Das Signal hat eine Bitrate von 90 Mbit/s und vier unkomprimierte Audiokanäle, die mit 48 kHz bei einer Auflösung von 20 Bit PCM-codiert sind. Die vier Audiokanäle werden außerdem sehr komfortabel als PCM-Strom über die SDI-Videoschnittstellen mit abgegeben und natürlich auch angenommen (SDI Audio Embed). Ein fünfter Audiokanal für Cueing und ein Linear Timecode (LTC)-Track sind auch auf dem Band vorgesehen.
Die Hüllen der Videokassetten von Digital Betacam sind üblicherweise in Blau gehalten, die Kassetten selbst sind bei Sony grau und bei Fuji blau.
Die Studio-MAZ-Maschinen der DVW-5xx Reihe haben dieselben Abmessungen wie die letzte Generation ihrer analogen Vorgänger. Auch die Anschlüsse auf der Rückseite
entsprechen bis auf die zusätzlichen digitalen Schnittstellen im Wesentlichen denen der Vorgänger-MAZ (z. B. BVW-75 von SONY).

## Gängige Player und Recorder
- Sony DVW-250P – portabler Recorder
- Sony DVW-500P – Recorder
- Sony DVW-510P – Player
- Sony DVW-A220 – portabler Recorder
- Sony DVW-A500P – Recorder, kann auch Betacam und BetacamSP wiedergeben
- Sony DVW-A510P – Player, kann auch Betacam und BetacamSP wiedergeben
- Sony J3/J30 SDI – Player, kann neben DigitalBetacam auch BetacamSP, Betacam SX und Betacam IMX wiedergeben[1]

Weitere Speichermedien bzw. Speicherlösungen von Sony in der Reihenfolge ihrer Entwicklung sind:
- Betacam
- Betacam SP
- Betacam SX
- IMX
- HDCAM
- XDCAM